# La oveja negra
La oveja negra és una pel·lícula mexicana de 1949, dirigida per Ismael Rodríguez, amb les actuacions estel·lars de Pedro Infante i Fernando Soler. És un dels treballs més importants de Pedro Infante, i també un dels més humanistes que ha realitzat.

## Argument
Cruz Treviño Martínez de la Garza (Fernando Soler) és un borratxo incurable, que fa sofrir molt a la seva esposa Vivianita (Dalia Iñiguez) i al seu fill Silvano Treviño (Pedro Infante), amb les seves constants faltes a la casa, enamoriscaments i escàndols. Un dia, Cruz Treviño és postulat com a prefecte del seu poble, mentre que altres amics postulen Silvano. Pare i fill s'enfronten pel poder, sortint guanyador Silvano. Mentrestant Justina (Virginia Serret), un dels amors de Silvano decideix venjar-se d'ell per haver preferit Marielba (Amanda del Llano), seduint al seu pare i provocant que es torni un pitjor ésser humà. Silvano accepta ser el seu amor amb la condició que deixi al seu pare en pau; segons les seves pròpies paraules, no ho fa pel seu pare, sinó per aplacar el dolor de la seva mare. Quan el pare s'assabenta de tot això, buscarà al seu fill i s'enfronta amb ell. Viviana, al seu llit de mort, suplica a Silvano que porti al seu pare, la qual cosa compleix. La pel·lícula finalitza amb la mort de Viviana i el penediment de Cruz.

## Repartiment
- Fernando Soler.... Cruz Treviño Martínez de la Garza
- Pedro Infante.... Silvano Treviño
- Andrés Soler.... Laureano (oncle de Silvano i cosí de Cruz)
- Dalia Íñiguez.... Vivianita
- Virginia Serret.... Justina (Aventura de Silvano i amant de Cruz)
- Amelia Wilhelmy.... Agustina (Nana de Cruz i Silvano)
- Amanda del Llano.... Marielba (Novia de Silvano)
- Antonio R. Frausto.... Don Licho (Pare de Marielba)
- Francisco Jambrina.... Sotero (Ex-prefecte)
- Guillermo Bravo Sosa.... Jacinto
- José Muñoz
- Salvador Quiroz....
- José Pardave
- Wolf Ruvinskis.... El campió assassí (Boxador)
- Leopoldo Ávila ta)

## Música
Cançons de: Gilberto Parra, Genaro Núñez, Felipe “Charro” Gil, Raúl Lavista. Interpretació de guitarra pel solista: Clemente Perea, Mariachi de Gilberto Parra.
- Tema: “Con el tiempo y un ganchito” Autor: Genaro Núñez, interpretada per Fernando Soler, Pedro Infante i Andrés Soler.
- Tema: “Amor de los dos” Autor: Gilberto Parra, interpretada per Pedro Infante.
- Tema: “Todos metemos la pata” Autor: Felipe “Charro” Gil, interpretada per Pedro Infante.
- Tema: “María, María” Autor: ?, interpretada por Pedro Infante.

## Recepció
La pel·lícula ocupa el lloc 24 dins de la llista de les 100 millors pel·lícules del cinema mexicà, segons l'opinió de 25 crítics i especialistes del cinema a Mèxic, publicada per la revista Somos en juliol de 1994.